# André Brunet (homme politique)
Pour les articles homonymes, voir André Brunet et Brunet.
André Brunet, né le 28 novembre 1925 à Saint-Sorlin-en-Valloire et mort le 7 novembre 1996 à Villeurbanne est un homme politique français.

## Biographie
André Brunet est député de la Drôme, de 1981 à 1986 en remplacement de Georges Fillioud nommé membre du gouvernement.
Maire de Saint-Sorlin-en-Valloire (1965-1995)